# Леринско кметство
Леринското кметство (на гръцки: Δημαρχείο Φλώρινας) е историческа постройка в град Лерин (Флорина), Гърция, която е седалище на дем Лерин.

## История
След като Лерин попада в Гърция след Балканските войни, първата гръцка общинска власт с кмет Тего Сапунджиев се помещава в турския конак, разположен на кръстовището на улиците „Константинос Палеологос“ и „Мегалос Александрос“. В 1917 година имението на Абди Юсуф бей, което се намирало срещу османските училища, е наето от община Лерин. Сградата става общинста собственост след размяната на населението на Гърция и Турция. От 1924 година в нея се помещава кметството.

## Архитектура
Това е типична градска къща от началото на XX век. Входът към основната зала на приземния етаж е навътре и две кръгли колони ограничават отвора, създавайки форма на пропилеи. Три вътрешни стълби водят до по-високото ниво на залата, а в другия край е внушителното вътрешно стълбище. Ъглите на сградата са подчертани с фалшиви пиластри, които разделят повърхността на фасадата. Отворите на сградата са организирани, симетрично по вертикалната ос на главния вход. Балконът в центъра на етажа е по-късно допълнение.